# ACK
Un ACK (del inglés acknowledgement, en español acuse de recibo o asentimiento), en comunicaciones entre computadores, es un mensaje que el destino de la comunicación envía al origen de esta para confirmar la recepción de un mensaje. Si el mensaje está protegido por un código detector de errores y el dispositivo de destino posee además capacidad para procesar dicha información, el ACK también puede informar si se ha recibido de forma íntegra y sin cambios. De forma adicional, en protocolos de comunicaciones más complejos se definen diferentes ACK con información más compleja como peticiones de reenvio de ciertas tramas, información sobre incidencias en la red, etc. ; o la contrapartida de este mensaje denominada NACK.
Tanto el uso como la forma exacta de la trama de red, es decir, la combinación de unos y ceros que lo caracterizan y su posición, varía según el protocolo utilizado. Por ejemplo, en ciertos protocolos si se envía un paquete de datos (PDU) y el asentimiento no llega en un tiempo determinado, se asume que hay que volver a enviar los datos. Este tiempo se calcula en función de la velocidad de transmisión de los terminales y el tiempo que tarda una trama en viajar del origen al destino, de forma que no sea ni demasiado corto ni demasiado largo..
Los mensajes ACK se utilizan en la mayoría de los niveles o capas que componen una red, como los especificados en el modelo OSI, pero son de esencial importancia tanto en el nivel de enlace (por ej: protocolos HDLC, IEEE 802.11 —conocido normalmente como WiFi—) como en el nivel de transporte (por ej.: protocolo TCP).